# Bogujevac (Kuršumlija)
Bogujevac (em cirílico: Богујевац) é uma vila da Sérvia localizada no município de Kuršumlija, pertencente ao distrito de Toplica, na região de Toplica. A sua população era de 78 habitantes segundo o censo de 2011.

## Demografia
| 1948 | 1953 | 1961 | 1971 | 1981 | 1991 | 2002 | 2011 |
| ---- | ---- | ---- | ---- | ---- | ---- | ---- | ---- |
| 332  | 335  | 248  | 195  | 151  | 119  | 84   | 78   |